# Ден Севиџ
Данијел Кинан „Ден“ Севиџ (енгл. Daniel Keenan "Dan" Savage; Чикаго, 7. октобар 1964) је амерички писац, новинар и новински уредник. Аутор је колумне са саветима о сексу и везама под називом Savage Love. Његов приступ сексуалности је непосредан и често духовит, а оштар је критичар друштвеног конзервативизма и Рика Санторума и његових ставова о хомосексуалности. Севиџ се на тај начин сукобио и са десничарским културним конзервативцима и са левичарским геј естаблишментом.
Радио је и као позоришни редитељ, потписујући представе својим правим именом и псеудонимом Кинан Холахан, што је комбинација његовог средњег имена и девојачког презимена његове баке. Севиџ и његов супруг, Тери Милер, започели су 2010. пројекат Постаје боље (енгл. It Gets Better), како би смањилим број самоубистава међу припадницима ЛГБТ популације.